# Knipowitschia milleri
Knipowitschia milleri é uma espécie de peixe da família Gobiidae.
É endémica de Grécia.
Os seus habitats naturais são: rios e deltas interiores.